# 手討
『手討』（てうち）は、1963年に大映が配給した、田中徳三監督による時代劇映画で、主演は市川雷蔵。岡本綺堂原作の『お菊と播磨(番町皿屋敷)』を映像化したものである。
やむを得ず、愛するものを自ら手にかけることになった侍の悲恋の物語である。

## 配役
- 市川雷蔵 : 青山播磨
- 藤由紀子 : お菊
- 城健三朗 : 新藤源次郎
- 成田純一郎 : 近藤登之助
- 中村豊 : 沢主水
- 矢島陽太郎 : 森半九郎
- 佐々十郎 : 与四松
- 柳永二郎 : 松平伊豆守
- 阿井美千子 : お近[4]
- 真城千都世 : お仙[4]
- 小桜純子 : お歌[4]
- 毛利郁子 : 薄雲太夫
- 細川ちか子 : 真弓[4]
- 香川良介 : 横田備中守
- 荒木忍 : 島津薩摩守
- 杉山昌三九 : 奥平大膳太夫
- 伊達三郎 : 小仏小平
- 守田学 : 弥六
- 尾上栄五郎 : 本多上野介
- 南条新太郎 : 伊達陸奥守
- 水原浩一 : 鐘鬼半兵衛
- 四代目 浅尾奥山 : 小栗備前
- 舟木洋一 : 徳川家光
- 浜田雄史 : 坂部三十郎
- 不破潤 : 加賀爪甲斐
- 木村玄 : 検死役同心
- 西岡弘善 : 平六
- 加藤嘉 : 牧野備後守
- 名和宏 : 前田加賀守
- 菅井一郎 : 大久保彦左衛門

## スタッフ
- 監督 : 田中徳三
- 企画 : 浅井昭三郎
- 撮影 : 牧浦地志
- 美術 : 西岡善信
- 音楽 : 伊福部昭
- 編集 : 山田弘
- 脚本 : 八尋不二

## 併映作品
- 『対決』